# Fairy Tail
Fairy Tail (フェアリーテイル Fearī Teiru?, lit. «Cola de Hada») es un manga de aventura y fantasía escrito e ilustrado por Hiro Mashima, publicado por primera vez el 23 de agosto de 2006 en la revista Shōnen Magazine, de la editorial japonesa Kōdansha.
Existen 545 capítulos impresos, los cuales están recopilados en 63 volúmenes (tankōbon), hasta su finalización en julio de 2017. Desde el tercer volumen, cada episodio es impreso bimestralmente en Japón, mientras que la frecuencia de publicación en otros países suele variar; en España se distribuye un nuevo ejemplar cada mes, desde 2010, mientras que en Estados Unidos su lanzamiento es también mensual a partir de 2013.
El 12 de octubre de 2009 se estrenó la adaptación anime producida por A-1 Pictures y Satelight, cuya temporada finalizó el 30 de marzo de 2013, con un total de 175 capítulos. En agosto de 2012 se estrenó la película Fairy Tail the Movie: Phoenix Priestess en salas de cine de Japón, basada en una historia derivada del manga. Un segundo anime fue producida por A-1 Pictures y Bridge a partir del 5 de abril de 2014 hasta el 26 de marzo de 2016 conteniendo 102 nuevos episodios. Una nueva parte de anime salió en 2018
La serie relata las aventuras del joven mago Natsu Dragneel y su gato parlante Happy que viajan juntos en busca del dragón Igneel, el cual Natsu declara que es su padre adoptivo, hasta que un día conocen a una chica llamada Lucy Heartfilia, una maga de espíritus celestiales. A lo largo de su búsqueda, se encargan de cumplir ciertas misiones que son asignadas en el gremio de magia Fairy Tail al cual pertenecen, y al mismo tiempo se enfrentan contra otros gremios clandestinos que buscan primordialmente el prestigio y la superioridad sobre Fairy Tail.
Fuera de su país de origen, Fairy Tail comenzó a publicarse en Estados Unidos a partir del 25 de marzo de 2008 por la editorial Del Rey Manga. No obstante, la licencia de Del Rey finalizó con la publicación del volumen 12, por lo que desde entonces la editorial Kodansha USA Publishing se ocupa de esta función en Estados Unidos. En España, el grupo Norma Editorial posee la licencia respectiva para publicar el manga; el primer tomo fue lanzado de forma simultánea a la realización del evento Salón del Manga de Barcelona 2008. En otros países, Fairy Tail es publicado por las editoriales Pika Édition (Francia), Tong Li (China), JBC (Portugal), Carlsen Verlag Gmbh (Alemania), Star Comics (Italia) y Editorial Ivrea (Argentina).
En 2009, el manga obtuvo un premio de la editorial Kōdansha en la categoría de mejor shōnen, distinción que compartió con la obra Q.E.D. de Motohiro Katô. Ese mismo año, se convirtió en la octava serie de manga más vendida en Japón. Un año después, en la primera mitad de 2010, era el tercer manga más exitoso en ese mismo país, con un total de 3 616 942 copias vendidas en ese año, cifra superada solamente por One Piece y Naruto. En 2011, obtuvo el cuarto lugar entre los mangas más vendidos en territorio japonés, esta vez desplazado por los ya mencionados anteriormente, además de Kimi ni Todoke. Su cifra de ventas ese año se estimó en 7 743 000 ejemplares comercializados. Al año siguiente, en la primera mitad de 2012, se situó como el sexto manga más vendido, nuevamente superado por todos los ya citados, junto con Hunter × Hunter y Space Brothers, con un total de 2 271 497 copias vendidas en ese plazo. En 2017, Hiro Mashima anuncia que el volumen 63 será el último.

## Argumento
Un día, Lucy Heartfilia, una joven de 17 años de edad especializada en la magia de espíritus celestiales, huye de su hogar y viaja al reino de Fiore para cumplir su sueño de unirse al gremio de Fairy Tail. En el camino conoce a Natsu Dragneel, un joven que busca a Igneel (un dragón que lo crio como un padre adoptivo en su infancia), y que viaja acompañado de su mejor amigo, un gato parlante llamado Happy. Poco después del encuentro entre ambos, un impostor de «Salamander» de Fairy Tail se presenta en Fiore, y Lucy, al creer que es un miembro de dicho gremio, decide seguirlo aunque la intención de este es venderla como esclava. Natsu la rescata y le revela que él es el verdadero Salamander, pues cuenta con las habilidades de un Dragón Slayer de Fuego (esto es, magia especializada para matar dragones, la cual se caracteriza por su antigüedad). Tras esto, le ofrece unirse a Fairy Tail y ella acepta. Una vez que llega al gremio, Lucy conoce a Erza Scarlet, una maga especializada en el reequipamiento de armaduras y espadas, así como a Gray Fullbuster, un mago creador de hielo. A partir de entonces, Natsu, Lucy, Gray, Erza y Happy forman un equipo para acudir a las distintas misiones que existen en el gremio, las cuales ofrecen a cambio de una recompensa cuyo valor varía según el grado de dificultad de la misión. Conforme transcurre la serie, se dan a conocer otros gremios que buscan casi siempre superar y destruir a Fairy Tail, por lo que los miembros del gremio deben unir fuerzas y evitar que los oscuros propósitos de aquellos se cumplan.

#### Serie Principal
A continuación una breve descripción de los arcos argumentales:
- Arco de Macao: Lucy conoce a Natsu y Happy. Lucy se une a Fairy Tail y junto con Natsu y Happy van a salvar a Macao que no regresa de una misión en la montaña Hakobe.
- Arco de Daybreak: Natsu, Lucy y Happy acuden a su primera misión como equipo e intentan recuperar un libro, Daybreak.
- Arco de Eisenwald (Lullaby): El gremio oscuro Eisenwald busca venganza contra los gremios legales, debido a que tiempo atrás prohibieron que los magos asesinaran a otros durante sus misiones. Para cumplir su objetivo, buscan matar a los maestros de los distintos gremios con ayuda de una flauta mágica creada por el mago oscuro Zeref, denominada Lullaby. Al final, Fairy Tail se enfrenta a Eisenwald y disuelven al gremio.
- Arco del del Emperador Sub-Zero Lyon (La Isla Galuna): Natsu y Happy quieren acudir a una misión de clase S, pero como no se les está permitido, dado su nivel en el gremio, deciden tomar una misión sin autorización. Así llegan a la isla Galuna junto con Lucy y Gray, donde se enfrentan a un misterio relacionado con personas que se convierten en seres monstruosos cuando sale la luna.
- Arco de Phantom Lord: Tras completar la misión de la isla Galuna con éxito, Natsu y los demás regresan a Fairy Tail donde encuentran que sus compañeros están siendo atacados por un gremio llamado Phantom Lord, al cual se enfrentan, por lo que se libra una guerra entre ambos grupos.
- Arco de Loke: Loke renuncia a Fairy Tail y todos lo buscan, Lucy descubre su gran secreto (Loke es realmente "Leo" un Espíritu Celestial del Zodiaco y que mato a su dueña anterior).
- Arco de La Torre del Paraíso: Natsu y sus amigos emprenden unas vacaciones, período en el que Erza comienza a recordar su tormentoso pasado antes de llegar a Fairy Tail, cuando ella apenas tenía unos diez u once años de edad. Poco después, unos cuantos de sus excompañeros la secuestran con el objetivo de sacrificarla y así resucitar al mago oscuro, Zeref.
- Arco de La Batalla de Fairy Tail: Tras rescatar a Erza, regresan a Fairy Tail justo cuando sus compañeros se encuentran preparando el festival anual de la cosecha de Magnolia. Laxus, un mago de clase S perteneciente al gremio, insta al enfrentamiento entre sus compañeros para determinar quién es el más fuerte en Fairy Tail. En realidad, su intención es proclamarse como el nuevo maestro de Fairy Tail.[20]
- Arco de Oración Seis: Fairy Tail se enfrenta junto con otros gremios al gremio oscuro Oración Seis, que busca primordialmente activar una magia ancestral, denominada Nirvana, para sumir al mundo en el caos y en la devastación.[21]
- Arco de Daphne: Gray le comenta a Natsu de un rumor de que una mujer llamada Daphne ha visto un dragón y va a conocerla, pero era solo una trampa para que Daphne perfeccione su Dragonoid robando la magia de Natsu.
- Arco de Edolas: El gremio es absorbido por una magia poderosa llamada Ànima hacia otra dimensión con todos sus miembros en su interior, a excepción de los Dragon Slayer: Natsu, Wendy y Gajeel. Con la ayuda de Happy y Charle logran llegar a Edolas, lugar que constituye una versión alternativa de Earth Land y a donde fue transportado el gremio. Al final, descubren que Edolas quiere absorber el poder mágico de Earthland y de Fairy Tail para abastecerse de magia ilimitada, aun cuando esto llevaría a la destrucción de Earthland. Natsu y sus amigos evitan que esto ocurra y logran rescatar al gremio.[22]
- Arco de Grimoire Heart (La Isla Tenrou): Se organiza un examen para los nuevos candidatos a adquirir el rango S en Fairy Tail, mismo que se llevaría a cabo en la isla Tenroujima, considerado como un lugar sagrado para el gremio. Sin embargo, ahí se encuentran con el gremio oscuro Grimoire Heart y el mago Zeref, lo cual desata una batalla contra los 7 demonios del purgatorio, para finalmente enfrentarse a Hades, maestro de Grimoire Heart.[23]
- Arco de X791: Han pasado 7 años desde el ataque de Acnologia y la desparición de la Isla Tenroujima y ahora Natsu y sus Amigos deberán acostumbrarse a los cambios ocurridos en Fairy Tail.
- Arco de La Llave del Cielo Estrellado: El padre de Lucy le deja un misterioso objeto a su hija antes de morir, el cual es entregado por la prima de Lucy, Michelle Lobster, y Fairy Tail intenta averiguar cuál es su finalidad buscando las piezas de un reloj dispersas en distintas partes del mundo. En esta saga aparecen las contrapartes de Hughges, Coco, Sugarboy y Byro en Earthland. Saga exclusiva del anime, tomando lugar entre el capítulo 257 y 258 del manga.[24]
- Arco de Los Grandes Juegos Mágicos: Luego del ataque del dragón Acnologia a Fairy Tail en Tenroujima, todos los miembros que estuvieron ahí desaparecieron por 7 años, razón por la cual Fairy Tail dejó de ser el gremio más fuerte de Fiore para convertirse en el de más bajo rango.[25] Con el regreso de los magos desaparecidos, deciden participar en un torneo en el que se elegirá al gremio más fuerte de Fiore. Mientras tanto Jellal, Ultear y Meredy aprovechan para investigar un poder oscuro que aparece durante este torneo.
- Arco de Los Espíritus Celestiales Eclipsados: Un día, los doce Espíritus Celestiales se niegan a responder a la convocatoria de las portadoras de sus llaves. Además de un repentino cambio en su apariencia y personalidad, también han roto los lazos y el contrato que tenían con su respectivo Maga Celestial. Estos rebeldes, solo demandan una cosa, "libertad absoluta". Natsu y Lucy inician su misión, de restaurar los lazos que había entre los doce espíritus y sus contratistas.
- Arco del Pueblo del Sol: Tras la victoria en los Grandes Juegos Mágicos, Fairy Tail recibe grandes cantidades de solicitudes para trabajar, un buen día, entre todas las solicitudes, aparece una petición de uno de los 10 Magos Santos, en donde Natsu junto a Lucy, Gray, Erza, Wendy, Happy y Charle se verán envueltos en el misterio de un pueblo congelado de una manera extraña.
- Arco de Tártaros: El último gremio de la Alianza Balam, Tártaros, inicia su movimiento en el mundo mágico. Todo inicia con un ataque sorpresa a la sede del Consejo Mágico, en el que las Nueve Puertas del Demonio eliminan a los miembros de este para llevar a cabo sus nefastos planes. Luego de una gran cantidad de muertes y que todo esto llegue a oídos de Fairy Tail, inicia una feroz guerra entre hadas y demonios.
- Arco de Fairy Tail Zero: Narra la Historia de Mavis (La 1.ª Maestra de Fairy Tail), Zera (la mejor amiga de Mavis),Yuri (El Padre de Makarov), Warrod (Uno de los 10 Magos Sagrados y Uno de los Cuatro Reyes de Ishgar) y Precht (El 2.º Maestro de Fairy Tail y más tarde El Maestro Hades de Grimoire Heart). Como se conocieron, su encuentro con el Mago Oscuro Zeref, su pelea con el gremio de magos Blue Skull (Más tarde Phantom Lord) y la creación de Fairy Tail.
- Arco de Avatar: Luego de que Fairy Tail se desmantela, Natsu y Lucy emprenden una aventura para encontrar a los demás miembros del gremio y restaurar Fairy Tail.
- Arco del Imperio Álvarez: Un imperio gobernado por Zeref busca hacerse con el arma más poderosa de Fairy Tail (Fairy Heart), pero antes quieren destruir a los miembros de Fairy Tail. Mientras Acnologia se prepara para el Festival del Rey Dragón que podría significar el fin del mundo.

#### Fairy Tail 100 Years Quest
- Arco de La Misión de los 100 años:(En curso)Tras varios sucesos el equipo de natsu se aventura en la misión de los 100 años

### Protagonistas
- Natsu Dragneel (ナツ ドラグニル Natsu Doraguniru?): es el protagonista de la serie, Natsu es un mago especializado en el dominio del fuego. Debido a su afinidad con este elemento se alimenta de llamas, además de ser capaz de convertir cualquier parte de su cuerpo en una flama.[26] Por el tipo de magia que utiliza, Natsu es considerado como un Dragon Slayer, un tipo de «magia perdida» (es decir, magia con un inmenso poder que resulta inusual en Earthland). Su meta consiste en encontrar a su padre adoptivo, Igneel (un dragón que se encargó de su crianza y que más tarde lo abandonó por razones desconocidas, cuando Natsu apenas era un niño). No se sabe exactamente cuál es la edad que tiene Natsu, pero se piensa que tiene alrededor de 18 años. Además, es conocido su aborrecimiento hacia los medios de transporte, pues al viajar a bordo de estos suele tener náuseas. Natsu pertenece a un equipo junto con Lucy, Erza, Gray, Wendy. Una de las personas más cercanas a él es Lucy Heartfilia, con la cual a través de la serie genera un fuerte lazo. Según Hiro Mashima el lazo que comparte Natsu con Lucy es más allá que una amistad.[27] En la versión japonesa su seiyū es Tetsuya Kakihara.[28]
- Lucy Heartfilia (ルーシイ・ハートフィリア Rūshi Hātofiria?): es la protagonista principal femenina de la serie, una chica de 17 años (19 posteriormente) que se une a Fairy Tail gracias a la ayuda de Natsu, con lo cual cumple su sueño de querer formar parte de dicho gremio algún día. Es especialista en la magia de los espíritus estelares. Lucy es una de las personas más cercanas a Natsu junto con Erza, Gray, y Wendy. Según Mashima, Lucy y Natsu comparten un vínculo más allá de la amistad. Mashima decidió darle este nombre al personaje debido a que en ese momento estaba escuchando la canción «Lucy in the Sky with Diamonds» de The Beatles.[29] En la versión japonesa su seiyū es Aya Hirano.[28]
- Happy (ハッピー Happy?): es un pequeño gato azul parlante perteneciente a la raza Exceed que habitaba en Edolas.[30] Nació seis años antes del comienzo de Fairy Tail, proveniente de un huevo gigante que Natsu encontró, por eso este lo considera como su nakama, es decir, su colega.[31] Su poder mágico consiste en crear unas alas que le permiten volar. Está obsesionado por el pescado, suele decir «Aye» («Sí» en la versión castellana) y le encanta molestar a los demás. En la versión japonesa su seiyū es Rie Kugimiya.[28]
- Erza Scarlet (エルザ・スカーレット Eruza Sukāretto?): la mujer más poderosa de Fairy Tail, junto con Mirajane. Algunos la conocen también como Titania. Utiliza la magia de re-equipamiento, que le permite conseguir diversos tipos de armaduras y espadas al instante. Tiene 19 años y forma parte del equipo de Natsu, ya que es capaz de mantener a raya a Gray y a Natsu. De acuerdo a una encuesta realizada por Kōdansha, Erza es el personaje femenino más popular de Fairy Tail; en segundo lugar, se encuentra Lucy.[32] En la versión japonesa su seiyū es Sayaka Ohara.[28]
- Gray Fullbuster (グレイ・フルバスター Gurei Furubasutā?): es amigo de Natsu, aunque por lo general ambos suelen pelear y discutir. Es un chico de 18 años que se especializa en el hielo alquímico, técnica que desarrolló durante sus clases con una maga llamada Ur. Suele quitarse la ropa inconscientemente, dada la costumbre de su profesora de entrenar para fortalecer su magia de hielo. En la versión japonesa su seiyū es Yūichi Nakamura.[28]
- Wendy Marvell (ウェンディ・マーベル Uendi Māberu?): una joven Dragonslayer, exmiembro del gremio Cait Shelter antes de unirse a Fairy Tail. Es una maga especializada en el dominio del aire, técnica que aprendió de la dragona Grandine.[25] Es acompañada frecuentemente de Carla o Charle y su objetivo es similar al de Natsu: hallar a Grandine, el dragón que la cuidó cuando era más pequeña. En la versión japonesa su seiyū es Satomi Satou.[28]
- Charle (シャルル Sharuru?): es una pequeña gata blanca perteneciente a la raza Exceed que habitaba en Edolas, hija de la reina de Edolas, Shargotte.[30] Es la acompañante de Wendy Marvell y al igual que ella fue miembro del gremio Cait Shelter, hasta que se unieron a Fairy Tail. En la versión japonesa su seiyū es Yui Horie.[28]

### Otros personajes
En el gremio Fairy Tail existen varios personajes secundarios que aparecen con cierta regularidad en la serie. Entre ellos están Makarov  (マカロフ Makarofu?), el maestro del gremio que pertenece al grupo de los diez magos santos, o también aquellos considerados como los más poderosos de Earth Land. Su nieto, Laxus Dreyar (ラクサス・ドレアー Rakusasu Doreā?), es integrante de Fairy Tail y pertenece al nivel S. Por un tiempo, Dreyar abandonó el gremio luego de querer apoderarse de él y tomar el puesto de su abuelo, además de provocar el enfrentamiento de sus propios compañeros, para elegir solo como sus discípulos a los más poderosos. Otro mago notable es Gildarts Clive (ギルダーツ ・クライヴ Girudātsu Kuraivu?), que es considerado como uno de los más poderosos de Fairy Tail. Su hija, Cana (カナ Kana?), también es integrante del gremio. Mirajane Strauss que después de la supuesta muerte de su hermana menor, Lisanna, pierde mucho poder mágico, pero luego lo recupera, es una Maga clase S. Mystogan (ミストガン Misutogan?) era un mago de clase S en el grupo. Solo se ve en unas pocas ocasiones antes de abandonar el gremio, para gobernar la dimensión de Edolas {de la que es príncipe} durante la saga del mismo nombre. También están otros miembros menos destacados como Levy, Jet, Droy, Laki, Kinana, Elfman, Macao, Wakaba, Romeo, Loki, Max, entre otros. En cuanto a criaturas, destacan los Exceed, una raza de seres parlantes con apariencia de gato y que poseen magia aérea {alas}, habitantes originalmente de Edolas previo a su reformación por Mystogan. De estos sobresalen Happy (ハッピー Happī?), aliado de Natsu; Charle (シャルル Sharuru?), acompañante de Wendy; y Pantherlily (パンサーリリー Pansārirī?), compañero de Gajeel.
En algún momento aparecen nuevos personajes provenientes de otros gremios disueltos para unirse a Fairy Tail, entre ellos se incluyen Juvia Loxar (ジュビア・ロクサー Jubia Rokusā?), Gajeel Redfox (ガジル・レッドフォックス Gajiru Reddofokkusu?) y Wendy Marvell. Cabe señalarse que Mashima se inspiró en el editor de la revista Otaku USA Jason Thompson, a quien conoció en el evento Comic-Con 2008, para dibujar a un personaje que trabaja como reportero de la ficticia Weekly Sorcerer y que entrevista a los miembros de Fairy Tail en el ejemplar 104, publicado en septiembre de 2008.
Entre los principales antagonistas figuran Zeref (ゼレフ Zerefu?) (catalogado como el mago oscuro más poderoso de la historia) hermano mayor de Natsu, Hades (ハデス Hadesu?) (maestro del gremio oscuro Grimoire Heart, considerado como el más poderoso de los grupos ilegales; anteriormente había sido maestro de Fairy Tail), Jose Porla (ジョゼ・ポーラ Joze Pōra?) (maestro de Lord Phantom y previamente uno de los diez magos sagrados) y Faust (ファウスト Fausuto?) (antiguo rey de Edolas). Finalmente, están los dragones Igneel (イグニール Igunīru?), Grandeeney (グランディーネ Gurandīne?) y Metalicana (メタリカーナ Metarikāna?), a quienes buscan los tres Dragonslayer del gremio (Natsu, Wendy y Gajeel, respectivamente) y el dragón oscuro Acnologia (アクノロギア Akunorogia?), un ser con un significativo poder en su haber y que aparece en la saga de la isla Tenroujima debido a los actos malvados ahí acontecidos.

## Aspectos de la obra

### Escenario principal
La mayor parte de Fairy Tail ocurre en Earth Land, un vasto universo con magia ilimitada, carectirazada como un recurso natural capitalizado que forma parte del diario vivir de sus habitantes. En su área se encuentra el reino de Fiore (cabe destacar que todas las ciudades de Fiore tienen el nombre de alguna flor), un país neutral con 17 millones de habitantes, donde a su vez se halla la ciudad de Magnolia, lugar en el que está el gremio de Fairy Tail. Asimismo, alberga la Torre del Cielo (destruida durante el arco argumental del mismo nombre). Otros de sus destinos mencionados en la historia son Era, donde está el Consejo Mágico; la isla Galuna, a la cual acuden Natsu, Lucy y compañía para descubrir un misterio que concierne a los lugareños de dicha isla que se transforman en demonios al anochecer; y Crocus, la capital del reino y en donde se celebran los Grandes Juegos Mágicos.
En contraparte, existe una dimensión alternativa a Earth Land denominada «Edolas», que a diferencia de la primera tiene una fuente limitada de magia. Debido a esta razón, Faust, el rey de Edolas mandó a crear una Anima —una puerta interdimensional— que tiene la única función de drenar la magia de Earth Land a Edolas, lo cual provoca consecuencias a largo plazo en Earth Land alrededor de siete años. El misterioso Mystogan (versión alternativa de Jellal en Edolas) se dedicaba a evitar que Edolas robara la magia de Earth Land, siendo luego ayudado por los miembros de Fairy Tail. Este logra finalmente revertir la Anima de Edolas, y tras derrocar a Faust, se convierte en nuevo rey de dicha dimensión, lo cual puso fin a los conflictos con Earth Land.

### Gremios de magos
En Fairy Tail, la mayoría de los magos pertenecen a distintos gremios, que no son más que organizaciones dirigidas por un maestro, que tienen como finalidad cumplir uno o más objetivos específicos. En el caso de Fairy Tail, el gremio al que pertenecen los protagonistas, su maestro es Makarov y sus integrantes se dedican a realizar misiones a cambio de Jewels (joyas que son la moneda de cambio en Fiore), cuya cantidad depende de la dificultad de la misma. Existen tres tipos de gremios: los legales, los oscuros y los independientes. Mientras que los primeros son aquellos oficialmente reconocidos por el Consejo Mágico (organismo rector de Earth Land que se encarga de vigilar las actividades de los gremios), los segundos son tratados como organizaciones de criminales. Finalmente, los independientes son aquellos grupos que no son reconocidos por el Consejo ni como gremios oficiales ni como oscuros. En cada gremio, es importante mencionar que existen distintas clases de magos, sobre la base de la fuerza que posee cada miembro. En Fairy Tail, Makarov es el más poderoso, y le siguen los magos de clase S, aquellos que pueden cumplir misiones con mayor grado de dificultad y que, por ende, son las que suelen ofrecer grandes recompensas en Jewels, sin embargo Gildarts Clive es considerado como el único mago de clase SS y en ocasiones es comparado en poder con el maestro de Fairy Tail. Cabe añadirse que además de los gremios, los habitantes de Earth Land también suelen agruparse en grupos de comerciantes, de mercenarios y de bandidos.

#### Legales
Entre los gremios legales, destacan Fairy Tail (フェアリーテイル Fearī Teiru?), considerado alguna vez como el más poderoso de Earth Land, ubicado en Magnolia (en la costa sureste de Fiore); Sabertooth (セイバートゥース Seibaa Touusu?), catalogado como el más poderoso, tras la desaparición de los miembros de Fairy Tail en el arco de la isla Tenroujima; Lamia Scale (ラミアスケイル Ramia Sukeiru?), que ayudó a Fairy Tail a derrotar a Oración Seis en el correspondiente arco de la serie, y al cual pertenece Lyon, amigo de Gray; Blue Pegasus (ブルーペガサス Burū Pegasasu?), compuesto en su mayoría por mujeres y hombres afeminados, caracterizados por su buena apariencia física; y Quatro Cerberus (クワトロケルベロス Kuwatoro Keruberosu?), cuyos miembros son conocidos por su excentricidad y por vestir collares;
Anteriormente considerado un gremio oscuro, Raven Tail (レイヴンテイル Reivun Teiru 大鴉の尻尾?) pasó a ser legal una vez que el Consejo lo reconoció como tal, tras el arco de la isla de Tenroujima. Su maestro es Ivan Dreyar, hijo de Makarov, y entre sus antiguos miembros estaba Gajeel, que actuaba inicialmente como espía infiltrado ahí para proteger a Fairy Tail. Contrariamente, Phantom Lord (ファントムロード Fantomu Rōdo 幽鬼の支配者?) era un gremio legal considerado uno de los más poderosos de Earth Land hasta ser superado por Fairy Tail, por lo que su maestro enfrentó ambos gremios y, tras ser derrotado, se disolvió.

#### Oscuros
En cuanto a los gremios oscuros, destaca la Alianza Balam, formada por tres de los cuatro gremios más poderosos en Fiore (Oración Seis, Grimoire Heart y Tártaros; el restante era Raven Tail), quienes encabezan la jerarquía de gremios oscuros de Fairy Tail. Oración Seis (オラシオンセイス Orashion Seisu?) estaba compuesto de seis magos que buscaban encontrar la magia oscura denominada Nirvana, capaz de transformar la luz en la oscuridad y viceversa. Su maestro era Brain, quien con la ayuda de Wendy logró resucitar a Jellal, con tal de que este lo ayudara a localizar el sitio de Nirvana. Oración Seis fue desmantelado por el Light Team, conformado por Fairy Tail, Blue Pegasus, Lamia Scale y Cait Shelter, aunque siete años después reaparecería con los mismos integrantes en la saga de «Las llaves del cielo estrellado». Grimoire Heart (グリモアハート Gurimoa Hāto?) tenía como maestro a Hades, uno de los primeros maestros de Fairy Tail, y su objetivo consistía en resucitar a Zeref, considerado como el mago oscuro más poderoso de todos los tiempos. Finalmente está Tártaros (タルタロス Tarutarosu?), un gremio formado por los demonios del libro del Mago Oscuro Zeref, no se conoce más al respecto.
Otras organizaciones criminales notables eran Eisenwald (アイゼンヴァルト Aizenvaruto?), cuyo maestro era Erigol, alías 'Shinigami' o «dios de la muerte». En la historia, tiene una notable importancia ya que planeó conseguir el conjuro de la flauta Lullaby para matar a los maestros de los gremios durante una reunión y vengarse así del veto a los gremios oscuros. Asimismo, Death's Head Caucus (髑髏会 Dokuro Kai?) colaboró con Jellal para enfrentarse a Fairy Tail, y en él se hallaba la alianza de magos Trinity Raven. Por otra parte, en Edolas, Fairy Tail era considerado como un gremio oscuro dada la prohibición de la magia. Esta situación cambió tras el arribo de Mystogan como nuevo rey de ahí.

#### Independientes
El único gremio independiente notable que se conoce en Fairy Tail es Crime Sorcière (クリムソルシェール Kurimu Sorushiēru?), integrado por Jellal, Ultear y Meredy (estas dos últimas, anteriormente del gremio oscuro Grimoire Heart). Su objetivo es erradicar el mal de Earth Land, primordialmente el surgido tras la aparición de Zeref, por lo que se le reconoce la disolución de varios gremios oscuros mientras Fairy Tail se hallaba en crisis, tras la desaparición de los protagonistas en Tenroujima.

#### Otros
Cait Shelter (ケット・シェルター Ketto Sherutā?) era el grupo al que pertenecía Wendy antes de incorporarse a Fairy Tail. Si bien formaba parte de la alianza para derrotar a Oración Seis, luego se reveló que Cait Shelter nunca había existido en realidad, sino que era una ilusión diseñada por su maestro Rorbaul, para que Wendy no supiera que sus verdaderos compañeros del gremio habían sido asesinados tiempo atrás por la magia de Nirvana. Southern Wolves (南の狼 Minami no Ookami?) es otro gremio del cual sólo se sabe que sus integrantes usan artes marciales y conjuros como vía de defensa.

### Tipos de magia
La magia es el elemento central en torno al cual gira la trama de la serie. Todos los personajes que habitan en Fiore la poseen, pues es la «personificación del espíritu»: cuando el cuerpo de un organismo logra conectarse con el flujo espiritual de la naturaleza, emerge la magia como resultado. No obstante, solamente un 10% de toda la población en el mundo es capaz de usar magia, con tal de preservar un balance entre la gente ordinaria y los magos. Para usar este elemento, se necesita una cantidad considerable de concentración y habilidades mentales, y pronunciar en voz alta el nombre del hechizo respectivo. Varios de los personajes se someten a entrenamientos rigurosos para aumentar su nivel de magia y poderes. La magia está conformada de Eternano (エーテルナノ Ēterunano?), que es el nombre de las diminutas partículas que están presentes en toda la atmósfera y en el interior de cualquier organismo. Cada mago posee un contenedor interno que establece el límite de poder mágico que puede llegar a tener. En caso de que llegara a vaciarse, el Eternano atmosférico ingresa al cuerpo del mago en cuestión, con lo que su nivel de magia es restaurado a la normalidad. Hay ciertas restricciones en el uso de la magia, conocidas como «tabú», que se refieren a hechizos que están prohibidos o no deben ejecutarse, pues ello causaría efectos nocivos en el cuerpo del mago. Los magos son capaces de aprender diversos tipos de magia, lo cual depende primordialmente de sus intereses y afinidades. Hay casos en los que ciertos personajes dominan un estilo de magia en específico, como el caso de Erza que desde pequeña usaba el reequipamiento de su armadura. En Fairy Tail, es usada como medio de combate entre los rivales, generalmente pertenecientes a distintos gremios. No obstante, existen variantes en las que puede utilizarse para curar heridas y aumentar el poder mágico de otros personajes, como en el caso de Wendy.
Existen dos categorías principales de magia en la serie: la magia lanzadora (キャスターマジック Kyasutā Majikku?), que emerge del interior del cuerpo del portador, y la magia portadora (ホルダー の マジック  Horudā Majikku?), que requiere del contacto con alguna fuente externa para producir magia. En cuanto ejemplos de magia lanzadora, pueden citarse Aera (翼 Ēra?), usada por los Exceed para volar, magia de aire (空気魔法 Kūki Mahō?), para manipular el aire, Crash (クラッシュ Kurasshu?), usada por Gildarts y capaz de destruir cualquier cosa que entre en contacto con el mago, escritura oscura (闇の文字 Yami no Ekurityūru?), que permite escribir reglas para obligar a otro mago a realizar actos en contra de su voluntad y ice make (アイスメイク Aisu Meiku?), usada por Gray al manipular el hielo. Por otra parte, la magia de tarjetas (マジックカード Majikku Kādo?), usada por Cana y que consiste en el uso de cartas de juego con diferentes tipos de hechizos, espíritus celestiales (星霊魔法 Seirei Mahō?), usada por Lucy y en la que el portador es capaz de invocar a diferentes espíritus de otro mundo alternativo por medio de llaves, y espadas mágicas (券魔法 Ken Mahō?), usada por Erza para reequipar espadas de diferente tipo y uso, son algunos ejemplos de magia portadora. Existe un tercer tipo que no es común dada su antigüedad, por lo que se la denomina magia perdida (失われた魔法 Rosuto Majikku?). Además, esta última categoría alberga a magos con un extremo poder. El ejemplo más notorio de esta categoría es la magia dragon slayer (滅竜魔法 Metsuryū Mahō?), usada por Natsu, Wendy, Gajeel y Laxus (este último con ayuda de una lácrima), la cual es enseñada por un dragón y existen variantes como la de fuego, viento, hierro y electricidad, respectivamente.Y magia de Devil Slayer (Magia mata demonios) de momento solo se sabe de una persona que pueda utilizarla (Gray Fullbuster) y esa magia tarda en aparecer en el manga.

### Objetos y armas principales
En Fairy Tail, la magia también existe en objetos de uso cotidiano y en armas que utilizan algunos magos de cada gremio. En cuanto a objetos pueden mencionarse las «gafas de lectura veloz», que sirven para leer libros a mayor velocidad que la usual y que son usadas en algún instante por Lucy y por Levy (también integrante de Fairy Tail); la «bola de comunicaciones de cristal», cuya función es permitir la comunicación a distancia entre personas, la cual fue usada en otro momento por Mirajane (de Fairy Tail) para comunicarse con Laxus en la saga de Phantom Lord; el «bolígrafo de luz» que permite escribir en el aire y como tal es usado por Mirajane; y el carromato de cuatro ruedas, un automóvil capaz de absorber magia de su conductor a manera de combustible, utilizado por Erza en el incidente del Lullaby. Otros elementos importantes en esta categoría son las cartas mágicas, el ColorS Magic (un dispositivo que permite cambiar el color de la vestimenta de su portador) y la «caja de transformación completa», que de forma similar al Colors Magic, puede modificar el vestuario de quien lo usa.
Las armas son usadas ya sea como defensa o para atacar a otros magos. Algunas de las más notables, ya sea por su poder o por su importancia argumental en Fairy Tail, incluyen el Etherion, controlado por el Consejo Mágico y que al absorber una gran cantidad de magia puede dispararse contra un determinado objetivo; la Torre del Cielo, lugar donde puede resucitarse a cualquier persona con ayuda de una significativa cantidad de magia; Lacrima, un contenedor de magia que puede modificarse con diferentes hechizos para ser usado en casos específicos (una es usada por ejemplo por Laxus para aumentar su energía); Júpiter, un cañón que usa lacrima para ser activado; y Nirvana, que permite cambiar la luz por la oscuridad y viceversa. Además de los anteriores, están las bombas mágicas, el Lullaby (una flauta que es capaz de matar a personas con su sonido emitido) y las llaves de los espíritus estelares, usadas por Lucy para convocar a sus espíritus que le ayudan en los enfrentamientos con otros magos.

### Misiones
Hay diferentes tipos de misiones que pueden hacer sus integrantes, y son clasificadas según su complejidad por el maestro del gremio. Las mencionadas, por categoría, son:
- Normales: son misiones que se pueden tomar en cualquier gremio, son misiones «simples» con una paga relativa. Pueden ser en la misma ciudad o aldeas muy lejanas y todos pueden coger una de estas misiones si pertenecen al gremio
- Clase S: son misiones de alta complejidad con pagas mucho mayores que las misiones normales. Solamente pueden tomarla aquellos magos seleccionados como magos de «clase S»; en Fairy Tail solo cinco personas tienen el permiso de realizar estas misiones. Si una persona no autorizada coge una de estas misiones, como es el caso de Natsu, recibirá un castigo e incluso puede ser expulsado del gremio.[60]
- Misiones SS: tienen un nivel de dificultad mayor que las de «clase S» y sólo pueden hacerla los más selectos magos de dicha clase con mucha experiencia.
- Misiones de diez años: estas son elegidas por el Consejo y las presentan a los gremios. Son grandes problemas a nivel del continente que requieren una persona con inmenso poder. Sin embargo, ningún individuo ha regresado vivo de una misión de estas. La razón de dicho nombre es porque son misiones que precisan un mínimo de 10 años para ser realizadas.
- Misiones de cien años: el único que ha aceptado una misión de este nivel es Gildarts Clive, el mago más poderoso de Fairy Tail. A pesar de su gran poder fracasó en dicha misión, que duró tres años y según él mismo, la razón por la que falló fue una pelea sorpresa con el dragón negro, Acnologia. Su nombre deriva de que son misiones que nadie ha realizado ninguna con éxito en 100 años.[61] Aunque actualmente natsu y su equipo se adentraron en esa misión.

## Producción
El mangaka Hiro Mashima creó Fairy Tail tras concluir Rave. Su intención era que la trama de Fairy Tail fuese más divertida que Rave Master, ya que esta última había sido «un poco sentimental y triste». El título es una evidente referencia al término en inglés «Fairy Tale», que en español significa «Cuento de hadas». Además de la magia, las principales temáticas de la serie abarcan valores como la lealtad, la solidaridad, la amistad y la reflexión, lo cual se vuelve evidente con el transcurso de la historia, en donde los personajes por lo general deben trabajar en equipo para ayudarse entre ellos mismos y lograr su objetivo. Algunos de sus rivales incluso se han redimido de sus siniestros propósitos para unirse al gremio. Mashima pone especial énfasis en esos detalles al dar forma a la personalidad de cada personaje.
Mientras que en Rave Master el objetivo de los protagonistas es rescatar al mundo, en Fairy Tail el argumento gira en torno a un gremio de magos que deben cumplir misiones de forma cotidiana. En una entrevista en la Comic-Con 2008, el autor mencionó: «con el paso del tiempo, esto [en referencia al concepto de los magos que realizan tareas] podría cambiar, pero eso deben descubrirlo los seguidores del manga conforme van leyendo la historia». Parte del concepto surgió del interés de Mashima en la magia y en la fantasía, según declaró: «siempre me han gustado los magos y los hechiceros. Así que pensé que sería interesante hacer una historia sobre un grupo de magos. Aunque sea adulto, aún me gusta salir con mis amigos y jugar videojuegos con ellos hasta [que es de] madrugada. La idea era dibujar a una comunidad de amigos, y cómo seríamos mis amigos y yo en caso de haber sido magos». Los personajes están basados en algunos amigos y conocidos del mangaka; para ingeniar a Natsu, se inspiró en él mismo cuando era estudiante. En cuanto a los escenarios, reveló que la Catedral de Notre Dame, en París, Francia, le había servido como modelo para diseñar la Catedral de Magnolia, que aparece en algunos episodios del manga y el anime. Asimismo, comentó que le gustaban las «ciudades tipo colonial» de Francia, y que esto lo usaba constantemente para dibujar algunos escenarios del manga. Otros elementos que le han servido de inspiración son las producciones animadas de Hayao Miyazaki y los videojuegos.
Para redactar las historias del manga, Mashima contaba en 2008 con seis asistentes que le asesoraban en algunas cuestiones relacionadas con el argumento. No obstante, la trama es escrita enteramente por él y su editor correspondiente. En sus comienzos, cuando la serie era publicada semanalmente y todavía trabajaba en Rave Master, tardaba cinco días en redactar la historia. Primeramente, se encargaba de diseñar los guiones gráficos y los diálogos, para luego continuar con el dibujo y la ilustración. En cuanto a los rasgos de identidad que diferencian a cada personaje, añadió: «el boceto de cada uno de los personajes siempre está acompañado de un texto breve, que narra el temperamento del mismo. Cuando estoy dibujando, me los imagino [a los personajes] y consideró sus principales características».

## Contenido de la obra

### Manga
El manga apareció por primera vez en la revista semanal Shōnen Magazine, publicada por la editorial japonesa Kōdansha, el 23 de agosto de 2006. Fueron publicados 545 capítulos recopilados en un total de 63 volúmenes (tankōbon), el primero de ellos lanzado a la venta el 15 de diciembre de 2006. En 2008 Shōnen Magazine incluyó en sus páginas una edición especial tipo crossover entre Fairy Tail y Flunk Punk Rumble, mientras que el 17 de mayo de 2010 se puso a la venta la publicación Fairy Tail+, tipo fanbook. En agosto de 2011, se publicó un capítulo crossover entre Rave Master (del mismo autor) y Fairy Tail. Existen a su vez varios omakes (relatos cortos adicionales) basados en el universo de Fairy Tail, y que se publicaron a manera de complemento de algún manga determinado. La mayoría de estos relatos cortos posee su correspondiente adaptación a un capítulo del anime.
Fairy Tail comenzó a publicarse en Estados Unidos a partir del 25 de marzo de 2008 por la editorial Del Rey Manga. No obstante, la licencia de Del Rey finalizó con la publicación del volumen 12, por lo que desde entonces la editorial Kodansha USA Publishing se ocupa de esta función en Estados Unidos. Desde entonces, cada episodio se lanzó de forma bimestral al igual que en Japón, hasta marzo de 2013, cuando comenzó a publicarse mensualmente. En cuanto a publicaciones digitales, en agosto de 2011, la tienda virtual JManga comenzó a distribuir la serie en ese formato, mientras que, en noviembre del mismo año, Kodansha USA empezó a comercializarla a través de su aplicación App Store para dispositivos iPad, a un precio de 2,99 USD por tiempo limitado. En ese período, la editorial creó la cuenta oficial de Fairy Tail en la red social Facebook. A partir de marzo de 2013, están disponibles dos volúmenes cada mes en la aplicación digital anteriormente mencionada.
En España, el grupo Norma Editorial posee la licencia respectiva para publicar el manga; el primer tomo fue lanzado de forma simultánea a la realización del evento Salón del Manga de Barcelona 2008. En otros países, Fairy Tail ha sido publicado por las editoriales Pika Édition (Francia), Tong Li (China y Taiwán), JBC (Portugal), Carlsen Verlag Gmbh (Alemania) y Star Comics (Italia).

### Anime
La adaptación anime de Fairy Tail es coproducida por los estudios A-1 Pictures y Satelight, dirigida por Shinji Ishihira y escrita por Masashi Sogo, Shoji Yonemura, Fumihiko Shimo y Atsuhiro Tomioka (este último participó también como uno de los guionistas de Pokémon). Si bien no está involucrado directamente con su producción, Mashima ha colaborado en la revisión de los diálogos, la selección del reparto de voces y en algunos aspectos gráficos. Se anunció en la revista Weekly Shōnen Magazine de julio de 2009, justo un mes antes de que se publicara el volumen 17 del manga, y se estrenó el 12 de octubre de 2009, en la cadena de televisión japonesa TV Tokyo. Su segunda temporada se confirmó en septiembre de 2010, mientras que la tercera se reveló en agosto de 2011. La cuarta temporada tuvo su debut a mediados de octubre de 2012. Respecto a la adaptación, el autor del manga señaló que le resulta «divertido mirar a Natsu y Happy moverse [pues...] hay un límite en cuanto a los efectos mágicos que puedo lograr cuando los dibujo en el manga. Veo cuán divertidos son mis personajes cuando son capaces de moverse».
Por lo general los títulos de los capítulos respetan el nombre original del manga en el cual se hallan basados. Hasta julio de 2013, se han puesto a la venta un total de 42 discos DVD con cuatro episodios cada uno. Los seiyū (actores de voz japoneses) que le dan voz a los protagonistas de la serie son Tetsuya Kakihara (Natsu), Aya Hirano (Lucy), Rie Kugimiya (Happy), Yūichi Nakamura (Gray) y Sayaka Ohara (Erza). Es importante añadir que la actriz Satomi Satou obtuvo un premio Seiyū en 2011 por su interpretación vocal de Wendy en el anime. Animax comenzó a transmitir la versión doblada al inglés de Fairy Tail a partir del 30 de septiembre de 2010. Sus actores de doblaje principales son Todd Haberkorn (Natsu), Cherami Leigh (Lucy), Tia Ballard (Happy), Newton Pittman (Gray) y Colleen Clinkenbeard (Erza). A mediados de octubre de 2011, Mashima se reunió con estos en el New York Anime Festival en un panel informativo sobre la versión en inglés del anime.
Desde abril de 2011, la empresa estadounidense FUNimation se ha encargado del doblaje en inglés del anime para su posterior estreno en los formatos de video DVD y Blu-ray el 22 de noviembre de 2011. El DVD/Blu-ray tiene 300 minutos de duración con los primeros doce capítulos del anime y lleva por título Fairy Tail: Part 1. El siguiente paquete de video debutó el 27 de diciembre de 2011, el tercero el 24 de enero de 2012, el 28 de febrero el cuarto, y los compilatorios 5 y 6 se pondrán a la venta en julio y agosto de 2013, respectivamente.== Respecto a la adaptación anime en EE. UU, Mashima comentó en su momento: «una diferencia importante entre las versiones estadounidense y japonesa recae en los miembros del reparto. Los actores de voz del anime son gente muy apasionada. Ellos cumplen con mi definición del anime. Tengo una gran expectación en torno a los personajes en la versión estadounidense. Espero que conecten con la versión japonesa, pero si no es así, no hay problema».
En Francia, el anime es doblado por la compañía WanTake y distribuido por Kana Video; los actores de doblaje en ese país para los protagonistas son Arnaud Laurent, Chantal Baroin, Emmanuel Rausenberger, Fanny Bloc y Marie Nonnenmacher en los roles de Natsu, Erza, Gray, Happy y Lucy, respectivamente. Otros canales que transmiten la serie ahí han sido Game One, y Direct Star. En Australia y Nueva Zelanda es transmitido por Madman Entertainment y en Inglaterra por Manga Entertainment a partir de febrero de 2012. Otros países donde es transmitido son Filipinas (donde es doblado al tagalo, y en el cual los actores 	
Anthony Steven San Juan, Marvi Medina, Grace Cornel y Michiko Azarcon se encargan de dar voz a Natsu, Erza, Lucy, Gray y Happy (estos dos últimos por Azarcon), Brasil (vía Internet por Crunchyroll), Taiwán (por Muse Communication) y España (por Selecta Vision).
En marzo de 2013 Kodansha anunció, a través de la revista TV Magazine, que el anime concluiría el 30 de ese mismo mes. Días después de la revelación anterior, Mashima comentó en su cuenta de Twitter: «La versión anime no ha terminado. No dejen de tener fe [...] no puedo comentar mucho hasta que llegue el momento [...] Sean pacientes y aguarden hasta cuando pueda darles buenas noticias». En adición a lo anterior, se confirmó que a partir del 4 de abril se comenzaría a retransmitir la serie en Japón, bajo el título Fairy Tail Best!. Cuatro meses después, en julio, Mashima dio a conocer la producción de una nueva serie televisiva basada en el manga, a manera de continuación de la cuarta temporada del anime, cuyo estreno será en abril de 2014 en el canal Tokyo TV. Si bien el reparto principal de voces se conserva en esta nueva producción, algunos colaboradores cambiaron: Shinji Takeuchi sustituyó a Aoi Yamamoto como el responsable del diseño de los personajes, y el estudio Bridge reemplazó a Satelight como productor.

### Película
A mediados de octubre de 2011, Kōdansha anunció la producción de una película, Fairy Tail: Hōō no Miko (trad. literal: «Fairy Tail: La sacerdotisa del Fénix»), basada en Fairy Tail, dirigida por Masaya Fujimori y escrita por Masashi Sogo. Mashima se ocupó de la trama y del diseño visual. En una entrevista en 2008, este último reveló que le gustaría que Johnny Depp fuese quien le diera voz en inglés a Happy en la producción cinematográfica. El reparto en japonés es el mismo que le da voz en el anime.
En abril de 2012, el sitio web japonés Cinema Today publicó un tráiler promocional del filme, en donde reveló su argumento: una joven que ha perdido la memoria, Éclair, llega un día a Fairy Tail y les dice a sus integrantes que es responsabilidad de ella enviar dos Hōōseki («Piedras de Fénix») a algún lugar que desconoce. Estos objetos tienen el poder para provocar una crisis mágica en Earth Land, por lo que Natsu y sus amigos deben resolver el misterio y evitar dicho desenlace. Cabe añadirse que, previo a su estreno, se incluyeron boletos de entrada al cine en el manga Hajimari no Asa (escrito por Mashima a manera de prólogo para la película).
Su estreno en Japón ocurrió el 18 de agosto de 2012, lugar en donde estuvo disponible en 73 salas de cine. Pasó a ser la novena película con mayores recaudaciones en territorio nipón en ese fin de semana inaugural, al ganar 768 533 USD en total en ese período. El 24 de agosto tuvo su debut en Turquía, donde recaudó 47 028 USD adicionales. Kodansha puso a la venta, a comienzos de 2013, un paquete de edición limitada que incluye el volumen 36 del manga y una copia del filme.
Hiro Mashima el 19 de diciembre de 2016 anunció en Twitter que pronto habrá más acontecimientos sobre la película, que muy probablemente saldrá por próximo año 2017.

### Animaciones originales
A finales de 2010, se anunció la realización de dos animaciones originales en formato DVD, todas ellas dirigidas por Shinji Ishihira, también responsable de la dirección de la versión anime, y las primeras tres escritas por Masashi Sogo, también guionista del anime. La primera está basada en el relato Yōkoso Fairy Hills!! (trad. literal: «¡Bienvenidos a Fairy Hills!»), en donde Lucy acude a una misteriosa misión donde el cliente se encuentra en la búsqueda de un objeto que se encuentra en el dormitorio de mujeres de Fairy Tail, llamado Fairy Hills. Para ello, Lucy visita dicho lugar y descubre que el cliente se llama Hilda, quien es la responsable de Fairy Hills, y su objetivo es encontrar un «tesoro brillante». Su estreno ocurrió el 15 de abril de 2011, como parte de una edición especial que incluye el tomo 26 del manga. La segunda animación salió a la venta el 17 de junio del mismo año y se hizo acompañar del tomo 27 del manga original. Nuevamente basada en otro relato corto, esta animación (titulada Yōsei Gakuen Yankee-kun to Yankee-chan) es una especie de parodia del manga Flunk Punk Rumble.
La tercera animación, Memorī Deizu, se comercializó junto con el tomo 31 en febrero de 2012. Su trama se halla basada en un relato inédito creado por Mashima, en donde los protagonistas son enviados al pasado por el libro que le da nombre a la animación, donde deben evitar el contacto con otras personas con tal de no afectar el futuro. Sin embargo, sus acciones ahí provocan la cicatriz de Natsu en el cuello (la cual cubre con una bufanda) y el ingreso de Lucy a Fairy Tail. La cuarta animación salió a la venta el 16 de noviembre de 2012, junto con el volumen 35 del manga. Nuevamente dirigida por Ishihira, esta vez la animación fue escrita por Atsuhiro Tomioka, también guionista de la segunda temporada de Pokémon: Best Wishes. La historia aborda las aventuras de Natsu y sus amigos del gremio en el campamento de entrenamiento de Fairy Tail para el torneo Grand Magic, ambientado en la saga de «El gremio más fuerte de Fiore», donde pasan unas vacaciones en la playa.
Eventualmente, la quinta y sexta animaciones originales se distribuyeron junto con los tomos 36 y 39, en febrero y agosto de 2013 respectivamente. En la quinta OVA, Dokidoki Ryuzetsu Land, ambientada en la saga de los Grandes Juegos Mágicos, Natsu y los demás conviven en una piscina con los miembros de otros gremios, mientras que en Fairy Tail x Rave Master, Natsu y el protagonista de Rave Master, Haru, se pierden y son buscados por Lucy y Elie, compañera de Haru.

### Videojuegos
Lucy y Natsu aparecieron en el videojuego japonés Sunday VS Magazine: Shuuketsu! Choujou Daikessen! (2009) para la portátil PSP, el cual es un crossover de los protagonistas de los mangas de lucha publicados tanto en Shōnen Sunday como en Shōnen Magazine. A finales de ese mismo año se estrenó para Nintendo DS el juego Shônen Sunday & Shônen Magazine: White Comic, donde aparecen los personajes principales de Fairy Tail y su sistema de juego es similar a la de Sunday VS Magazine: Shuuketsu!.
Otro juego de acción perteneciente al género de rol para la consola PSP y titulado Fairy Tail: Portable Guild, se anunció ese mismo año en el evento Tokyo Game Show. Su sistema de juego es el mismo que el del juego de CAPCOM, Monster Hunter. El juego fue desarrollado por Konami y lanzado el 3 de junio de 2010. A finales de ese año, se anunció oficialmente su continuación Fairy Tail: Portable Guild 2, el cual tiene la peculiaridad de que el jugador puede crear un nuevo personaje que se une a las aventuras de los protagonistas de Fairy Tail, además de incluir un modo multijugador. Además, a diferencia de su predecesor, en este título no se sigue la trama de la serie, sino que constituye una nueva versión donde el jugador participa en una aventura inédita. Es importante señalar que ninguno de los dos juegos anteriores ha sido lanzado fuera de Japón. El 22 de julio de 2010 se lanzó a su vez en Japón el juego TV Anime Fairy Tail DS: Gekitou! Madoushi Kessen, el cual es un título en 2D para Nintendo DS y que cuenta con un modo de batalla clásica, en el que se pueden usar diferentes ataques a medida que se avanza en la historia. También cuenta con un modo para hacer misiones que únicamente consisten en batallas con retos a superar. El 21 de abril de 2011 debutó Original Story from Fairy Tail: Gekitotsu! Kardia Daiseidou, otro lanzamiento para Nintendo DS que tiene un mecanismo de juego tipo Jump Ultimate Stars y One Piece Gigant Battle, en el que los jugadores pueden moverse libremente por la pantalla saltando y buscando objetos. La historia abarcaría hasta la saga de Oración Seis y cuenta con 35 personajes disponibles, entre ellos están Oración Seis, los dioses del rayo (Tribu Raiyinshu) y los protagonistas de Fairy Tail. En marzo de 2012 se lanzó en Japón Fairy Tail: Zeref Kakusei, distribuido por Konami para PSP. Al igual que su predecesor, este último cuenta con 35 personajes jugadores y retoma la trama de los arcos argumentales de Nirvana, Edoras y Tenroujima.
Un videojuego de rol titulado simplemente Fairy Tail será lanzado el 31 de julio de 2020 en las plataformas PlayStation 4, Nintendo Switch y Microsoft Windows. El juego fue desarrollado por GUST y será publicado por Koei Tecmo.

### Música y bandas sonoras
La música de Fairy Tail es compuesta por Takanashi Yasuharu. Hasta marzo de 2013, se han puesto a la venta cuatro bandas sonoras con la música que aparece en el anime de Fairy Tail. La primera de ellas, titulada Fairy Tail Original Soundtrack Vol. 1 se estrenó el 6 de enero de 2010, y contiene un total de 36 canciones que aparecen en el anime. El 7 de julio del mismo año debutó Fairy Tail Original Soundtrack Vol. 2, que también contiene 36 pistas musicales, mientras que la tercera producción musical apareció el 6 de julio de 2011. Dos años después, el 20 de marzo de 2013, se puso a la venta Fairy Tail Original Soundtrack Vol. 4, que a diferencia de sus predecesoras consta de dos discos compactos con más de veinte melodías cada uno. Para estos compilatorios, se compusieron temas musicales para los principales personajes de Fairy Tail; la primera melodía, sobre Natsu y Gray, se lanzó oficialmente el 17 de febrero de 2010, mientras que la segunda, sobre Lucy y Happy, debutó el 3 de marzo del mismo año.
El 27 de abril de 2011 comenzó a comercializarse Eternal Fellows, un álbum con los temas musicales que se usaron en las escenas de apertura y de créditos en el OVA Yōkoso Fairy Hills!!. Contiene siete canciones en total, interpretadas por los actores de voz japoneses del anime, una por cada personaje principal (siendo estos Natsu, Erza, Gajeel, Charles y Happy, Wendy, Gray y Lucy, en ese orden). Desde su estreno, se han usado 44 temas musicales en la serie: 22openings (temas de apertura) y 22 endings (temas de cierre)

## Recepción

### Comercialización

#### En Japón
Desde su aparición, en 2006, hasta diciembre de 2011, según estadísticas elaboradas por la revista japonesa Shuppan Shiyô Nenpô, el manga de Fairy Tail era el octavo con mayor tiraje en toda la historia de este tipo de publicaciones, con un total de 22,5 millones de ejemplares publicados hasta entonces. Solamente One Piece (262,6 millones), Naruto (115 millones), Golgo 13 (112 millones), Hajime no Ippo (85 millones), Bleach (74 millones), Hunter × Hunter (59 millones) e Initial D (46,7 millones) superaron su cifra.
A partir del cuarto volumen, publicado en mayo de 2007, varios títulos de Fairy Tail han figurado en los primeros lugares de ventas en Japón. En su semana inicial, del 16 al 21 de mayo de ese año, dicho tomo ocupó el segundo puesto de ventas, únicamente por debajo del undécimo tomo de ×××HOLiC. En su segunda semana cayó al octavo puesto de las listas. Su precio de comercialización en Japón en ese entonces era de 420 JPY. El siguiente volumen inició en el séptimo puesto en el mismo país, y el séptimo ejemplar escaló al sexto sitio de la lista, en noviembre de 2007. No fue sino hasta el volumen doce, publicado en octubre de 2008, que Fairy Tail regresó a los primeros tres sitios del top de ventas en territorio nipón, al ocupar el segundo lugar y ser superado solamente por el volumen 17 de Hayate no Gotoku!. Dos meses después, el tomo 13 se convirtió en el más vendido en ese país durante su semana de estreno, entre el 16 y el 22 de diciembre de 2008, con 166 509 copias vendidas inicialmente. Esto lo llevó a ser el primer volumen en lograr tal éxito comercial desde la creación de la serie. Para entonces, su precio de venta había aumentado a 440 JPY. En lo sucesivo, varios de los siguientes compilatorios ocuparon los primeros tres puestos de ventas en Japón, durante su semana de estreno correspondiente: el volumen 14 ocupó el segundo puesto (con 252 546 ejemplares), el 15 retomó el primer lugar (con 124 638 copias), el 18, 27, 29 y 33 en el segundo lugar (con 211 669, 169 598, 320 004 y 172 046 copias, respectivamente), el 20, 23, 25, 28, 31, 32, 34 y 36 en el primer puesto (con 263 106, 197 632, 275 593, 294 536, 141 042, 297 314, 369 314 y 181 008 ejemplares, respectivamente; el tomo 34 permaneció dos semanas en el primer sitio y dicha cifra corresponde a ese plazo), y el 30 en el tercer lugar (con 196 406 ediciones comercializadas).
En 2009 era la octava serie de manga más vendida en Japón, con un total de 2 886 942 ejemplares vendidos desde su aparición. En la primera mitad de 2010, se comercializó un total de 460 082 y 468 627 ejemplares de los volúmenes 19 y 20 de Fairy Tail, respectivamente, con lo que pasaron a ser de los treinta volúmenes de manga más vendidos en Japón durante ese período. De acuerdo a un estudio realizado desde noviembre de 2009 a mayo de 2010, Fairy Tail había sido el tercer manga más vendido en Japón, con un total de 3 616 942, superado únicamente por One Piece y Naruto. De enero de 2010 a septiembre de 2011, ocupó el cuarto lugar entre los mangas más vendidos en ese país, esta vez desplazado por los ya mencionados, además de Kimi ni Todoke, con un total de 7 743 000 ejemplares vendidos en ese período. Del 21 de noviembre de 2011 al 20 de mayo de 2012, ocupó el sexto lugar de los mangas más comercializados, con un total de 2 271 497 ejemplares vendidos en ese plazo. En esta ocasión, además de los tres citados anteriormente, se situó también por debajo de Hunter × Hunter y Uchū Kyōdai. En ese mismo período, cabe añadirse que el volumen más vendido de la serie fue el 30, con un total de 558 691 copias comercializadas. Entre noviembre de 2011 y noviembre de 2012, ocupó el quinto lugar entre las series de manga más vendidas en este mismo país, con 4 128 665 ejemplares comercializados en ese año, por debajo únicamente de One Piece, Kuroko no Basket, Naruto y Uchū Kyōdai. De noviembre de 2012 a mayo de 2013, ocupó el noveno lugar en la lista de los mangas más vendidos en Japón con un total de 1 853 510 de ejemplares comercializados en ese plazo. En esta ocasión, el tomo más vendido fue el 37, con 488 132 copias vendidas.
A su vez, en cuanto a los demás productos de la franquicia iniciada por el manga, en Japón el anime ha tenido una recepción modesta. Prueba de ello es que, por ejemplo, en 2011 el DVD 22 estuvo entre los más vendidos en Japón en su semana de debut, aunque en una posición baja del listado; a mediados de 2012 el DVD 29 ocupó uno de los primeros diez puestos entre los más vendidos; aunque, a comienzos de 2013, el DVD 37 llegó al puesto 30 de los más vendidos en Japón. En 2010 el anime figuró como uno de los más vistos en territorio nipón, y superó su cuota de pantalla promedio al año siguiente.

#### En otros países
El primer volumen publicado por Kodansha USA en EE. UU, el 13 (en mayo de 2011), debutó en ese país en el séptimo lugar de la lista de ventas de mangas, hecha por el periódico The New York Times. Su precio de comercialización era de 10,99 USD. No obstante, el tomo 16 se convirtió en el primero en figurar en los primeros lugares de ventas en ese país, al situarse en el tercer puesto. Posteriormente, el volumen 19 ocupó el primer lugar en ventas en su semana debut en territorio estadounidense. En Francia, hasta marzo de 2011 se contabilizó un millón de ejemplares vendidos.
En España, la recepción del manga ha sido generalmente positiva, desde su aparición ahí en 2008. Dada la popularidad alcanzada por Fairy Tail en ese país, su publicación pasó a ser mensual a partir del tomo 10, en abril de 2010. El primer volumen se posicionó en los primeros puestos de ventas en las tiendas de historietas Dharma Comics y Otaku Center, y, de acuerdo a datos recopilados por la página web Ramen para Dos, tuvo un considerable éxito sin precedentes en su debut en territorio ibérico. Como muestra adicional para ejemplificar la buena recepción que posee en España, el tomo 5 ocupó el segundo puesto de mayores ventas en la semana que comprende del 22 al 28 de junio de 2009, el compilatorio 11 obtuvo el tercer lugar en la lista de mayores ventas en la semana del 14 al 20 de junio de 2010 (siete semanas después de su debut), mientras que el volumen 22 se ubicó en el primer lugar en ventas en su semana debut, del 19 al 25 de septiembre de 2011, y el tomo 27 ocupó el primer puesto en la semana del 23 al 28 de julio de 2012.

### Crítica
Los sitios web franceses Manga-news.com, Manga Sanctuary y Total-Manga le dieron calificaciones de 15,4/20, 6,4/10 y 3,5/5 al manga, respectivamente. El primero comentó que la «fórmula mágica de la serie es simple y ofrece un resultado instantáneo [... contiene] Grandes dosis de acción y humor, junto con un diseño visual llamativo, y algunos personajes más alocados que otros». A su vez, Total-Manga opinó que, si bien la narrativa y conceptos de Fairy Tail no resultan revolucionarios en el género, ha «sabido hacerse merecedora de un lugar junto con One Piece y Naruto», con relación a su éxito. Además, comparó el diseño de los escenarios y personajes con el de Dragon Ball, One Piece y Dragon Quest: Las aventuras de Fly.
Serdar Yegulalp, del sitio web About.com, comentó en su reseña del anime que «[si bien] posee un título extraño, posee una trama fácil de entender, y ha evolucionado de ser una obra relativamente inédita a una de las series favoritas de la audiencia en un lapso de tiempo corto [...Uno de sus aspectos favorables] son los personajes divertidos, alegres, llenos de acción [...aunque al principio la trama] estaba orientada a una audiencia infantil [...] Sigue el mismo cauce que otros programas con numerosos capítulos dirigidos a un público joven, que van desde Bleach y Naruto, hasta One Piece [... pero] Fairy Tail nos proporciona un elenco de personajes alegre, lleno de energía y acción, de buen humor y lo suficientemente innovador para que valga la pena el resultado». Por otra parte, Rebeca Silverman, en el sitio web Anime News Network, concluyó que «el problema [con el manga] es que a veces abarca más capítulos de los que a uno como seguidor le gustaría leer, para avanzar de un arco argumental a otro. En un pasado, la extravagancia fantástica de Hiro Mashima ha tenido una buena transición para alternar el final de un argumento y el comienzo de otro, sin recurrir a tanto relleno», aunque coincidió con las anteriores reseñas citadas en cuanto al nivel de humor y diversión de la trama en general.
Críticos en internet han lanzado por igual críticas mixtas hacia la serie.

### Premios y nominaciones
En 2009, el manga obtuvo el premio Kōdansha en la categoría de mejor shōnen, distinción que compartió con la obra Q.E.D. de Motohiro Katou. Ese mismo año, resultó ganadora en la categoría de mejor manga de comedia de los galardones de la Society for the Promotion of Japanese Animation (SPJA), en Estados Unidos, y la revista francesa AnimeLand la eligió como la mejor serie de manga de 2008, y superó así a los títulos Saint Seiya: The Lost Canvas - Hades Mythology y Otomen. En la convención Japan Expo, realizada en el país galo, se hizo acreedora a la distinción como mejor manga shōnen en 2009, mismo año en que la editorial también francesa Groupe Bayard le dio el premio Prix Tam-Tam, al ser votada como el manga favorito por parte de lectores jóvenes (de entre 7 y 15 años de edad) de Bayard.
Obtuvo una nominación en 2009 como selección juvenil del Angouleme Comic Fest, orientada a la popularidad de una determinada publicación en Japón entre jóvenes lectores de siete a doce años de edad; el tomo nominado en específico fue el noveno. En 2010 obtuvo el premio «Jeunesse» (elegido por lectores jóvenes de entre 9 y 13 años de edad), en el Festival Internacional de la Historieta de Angulema. En 2012 la versión anime obtuvo el premio mejor anime japonés en la ceremonia Anime & Manga Grand Prix, por parte de la editorial francesa AnimeLand.